# Highmoor (Oxfordshire)
 (septembre 2023).
Cet article possède un paronyme, voir Highmore.
Highmoor est une paroisse civile et un village de l'Oxfordshire, en Angleterre.